# Вожма (река, впадает в Пистаярви)
Вожма — река в России, протекает по территории Кестеньгского сельского поселения Лоухского района и Луусалмского сельского поселения Калевальского района Республики Карелии. Длина реки — 36 км, площадь водосборного бассейна — 321 км².
Река берёт начало из озера Большого Шурвиярви на высоте 250 м над уровнем моря.
Течёт преимущественно в юго-восточном направлении. В общей сложности имеет 38 притоков суммарной длиной 66 км. Крупнейшие притоки (оба левых) — Тетри и Ерика.
В верхнем течении протекает через озёра Верхнее Кюльмаярви и Нижнее Кюльмаярви. Втекает на высоте 164,5 м над уровнем моря в озеро Пистаярви, через которое протекает река Писта.
Населённые пункты на реке отсутствуют.
Код объекта в государственном водном реестре — 02020000812102000003366.